# 奧利夫鎮區 (伊利諾伊州麥迪遜縣)
奧利夫鎮區（英語：Olive Township）是位於美國伊利諾伊州麥迪遜縣的一個行政鎮區。

## 地方資料
根據2010年美國人口普查的數據，奧利夫鎮區的面積為81.60平方千米，當中陸地面積為80.80平方千米，而水域面積為0.80平方千米。當地共有人口1734人，而人口密度為每平方千米21.25人。